# Angela Davis
Angela Yvonne Davis (Birmingham, Alabama, Estados Unidos, 26 de enero de 1944) es una filósofa, política feminista marxista y antirracista y académica estadounidense. Es especialmente conocida por su participación en distintos movimientos políticos desde la década de los setenta, y por sus contribuciones al feminismo negro e interseccional desde una perspectiva marxista, de los que se convirtió en una figura central con su obra Mujeres, Raza y Clase (1981).
En 1969 fue expulsada de la Universidad de California, donde impartía clases de Filosofía como profesora auxiliar y había sido alumna de Herbert Marcuse, al descubrirse su afiliación al Partido Comunista de los Estados Unidos. En 1972 fue acusada de asesinato y secuestro en el caso de Los hermanos de Soledad, en un caso que alcanzó repercusión mundial y por el que recibió apoyo de numerosos activistas y artistas; tras pasar un año en prisión, fue declarada inocente en 1973.
En 1974 pasó a formar parte del Comité Central del Partido Comunista de los Estados Unidos. En 1976, tras publicar su autobiografía, regresó a la enseñanza. Años después, en 1984, presentó junto a Gus Hall, el entonces líder del CPUSA, su candidatura a la vicepresidencia del país. En 1991 se distanció del partido y fundó el CCDS, y se unió al departamento de estudios feministas de la Universidad de California, Santa Cruz, del que posteriormente se convertiría en directora hasta su jubilación en 2008. En 1997 fundó la organización Critical Resistance, que busca abolir el sistema industrial-carceral, un tema sobre el que ha publicado dos obras. En las décadas siguientes continuó involucrándose con distintos movimientos y realizando publicaciones, y en 2020 fue incluida en la lista de las personas más influyentes del mundo de la revista Time.

## Biografía

### Juventud
Angela Davis nació en Birmingham, Alabama, el 26 de enero de 1944, en una época en la que las leyes Jim Crow imponían la segregación racial en el sur de los Estados Unidos. Su padre, graduado en una universidad para afroamericanos en Raleigh (Carolina del Norte), trabajó algún tiempo como profesor de historia en un instituto de secundaria antes de adquirir una gasolinera que gestionaba personalmente. Su madre se graduó en una universidad de Alabama y era maestra de escuela primaria. El lugar donde vivía la familia era llamado Colina Dinamita (Dynamite Hill) por el gran número de casas de afroamericanos dinamitadas por el Ku Klux Klan. Tanto su madre como su padre eran activistas a favor de los derechos civiles y eran miembros de la National Association for the Advancement of Colored People (NAACP), antes de que dicha organización fuera proscrita en Birmingham.
Angela Davis cursó estudios primarios en una escuela segregada en Birmingham, alojada en instalaciones peor dotadas que la escuela para blancos. A los 14 años, se le presentaron varias opciones para cursar estudios secundarios, y escogió trasladarse a Nueva York gracias a una beca de la organización cuáquera American Friends Service Committee, que ofrecía la posibilidad a alumnos brillantes de la comunidad afrodescendiente del Sur del país de estudiar en institutos mixtos del Norte. Se matriculó en el instituto privado de pedagogía progresista Elisabeth-Irwin, en Greenwich Village.
Su llegada a Nueva York marcó una nueva etapa en su toma de consciencia política. Se alojaba en casa del reverendo William Howard Melish, el pastor de la mayor Iglesia episcopal de Brooklyn en los años 1950, opositor declarado al macarthismo y miembro de la Soviet-American Friendship Organization (Organización de amistad americano-soviética). Tanto él como la mayoría de los profesores estaban en la lista negra de la administración Mac Carthy, y tenían prohibido enseñar en establecimientos públicos.
En Nueva York, Angela descubrió el socialismo por las obras de Robert Owen y el Manifiesto comunista, lo que la llevó a "situar los problemas del pueblo negro dentro del contexto más amplio del movimiento de la clase obrera". Militó por primera vez en una organización juvenil marxista leninista llamada Advance, que frecuentaban también sus amigas Margaret Burnham y Mary Lou Patterson. Conoció entonces a Bettina Aptheker, hija del historiador comunista Herbert Aptheker, cuya casa acogía reuniones de la organización. Participaron en las manifestaciones de apoyo al movimiento por los derechos civiles que conoció un nuevo impulso con la campaña de protesta mediante "sentadas" iniciada en febrero de 1960 en Greensboro (Carolina del Norte).

### Estudios universitarios: marxismo y feminismo antirracista
En 1962 Davis obtuvo una beca para cursar estudios de Francés en la Universidad Brandeis en Waltham (Massachusetts). Fue una de las tres únicas estudiantes afroamericanas de primer año. Sus estudios la llevaron a descubrir a los existencialistas franceses (Jean-Paul Sartre, Albert Camus). El curso universitario estuvo marcado por una serie de conferencias del escritor James Baldwin sobre literatura, durante las cuales se produjo la crisis de los misiles en Cuba. Baldwin se negó a proseguir y decidió hablar de la crisis en una asamblea general al lado de Herbert Marcuse, al que Angela escuchó por primera vez. Aquel año tuvo varios empleos que le permitieron costearse un viaje por Europa, en el que visitó Londres, París, Lausana, y Helsinki donde asistió al Festival Mundial de la Juventud y los Estudiantes.
Su carrera incluía una estancia en Francia. En Biarritz, donde permaneció un mes, se enteró de que cuatro muchachas a las que conocía habían sido asesinadas en la explosión de la Iglesia Bautista de Birmingham en septiembre de 1963. Angela declaró que el atentado no era el resultado de un comportamiento racista aislado, sino la expresión de "la rutina cotidiana, a menudo monótona, de la opresión racista". Después de estar un mes en París, pasó el verano en Fráncfort, donde asistió a conferencias del filósofo alemán Theodor Adorno. De vuelta a Brandeis, asistió a una serie de conferencias de Marcuse sobre el pensamiento político europeo desde la Revolución francesa. Después de graduarse, y siguiendo sus consejos, decidió estudiar Filosofía en la Facultad de Filosofía de la Universidad J. W. Goethe de Fráncfort (Alemania Occidental) en 1965.
En Alemania frecuentó a estudiantes de la Federación Socialista Alemana de Estudiantes (Sozialistischer Deutscher Studentenbund o SDS), visitó a menudo Berlín Este y participó en manifestaciones en contra de la intervención estadounidense en Vietnam. Mientras tanto, en los Estados Unidos el movimiento de liberación afroamericano iba evolucionando y tendió a radicalizarse en la estela del movimiento conocido como Black Power. Frustrada por no poder tomar parte en la efervescencia militante que reinaba en su país, decidió volver al cabo de dos años.
Optó por la Universidad de California en San Diego, donde enseñaba Herbert Marcuse, que aceptó dirigir su tesis, inicialmente tutelada por Theodor Adorno. Davis recibió una gran influencia de Marcuse, especialmente su idea de que el individuo tiene el deber de rebelarse contra el sistema injusto.
Davis es además profesora emérita distinguida del Departamento de Historia de la Conciencia de la Universidad de California en Santa Cruz, donde ha integrado el personal junto a Donna Haraway, Hayden White y Teresa de Lauretis.

### Militancia política

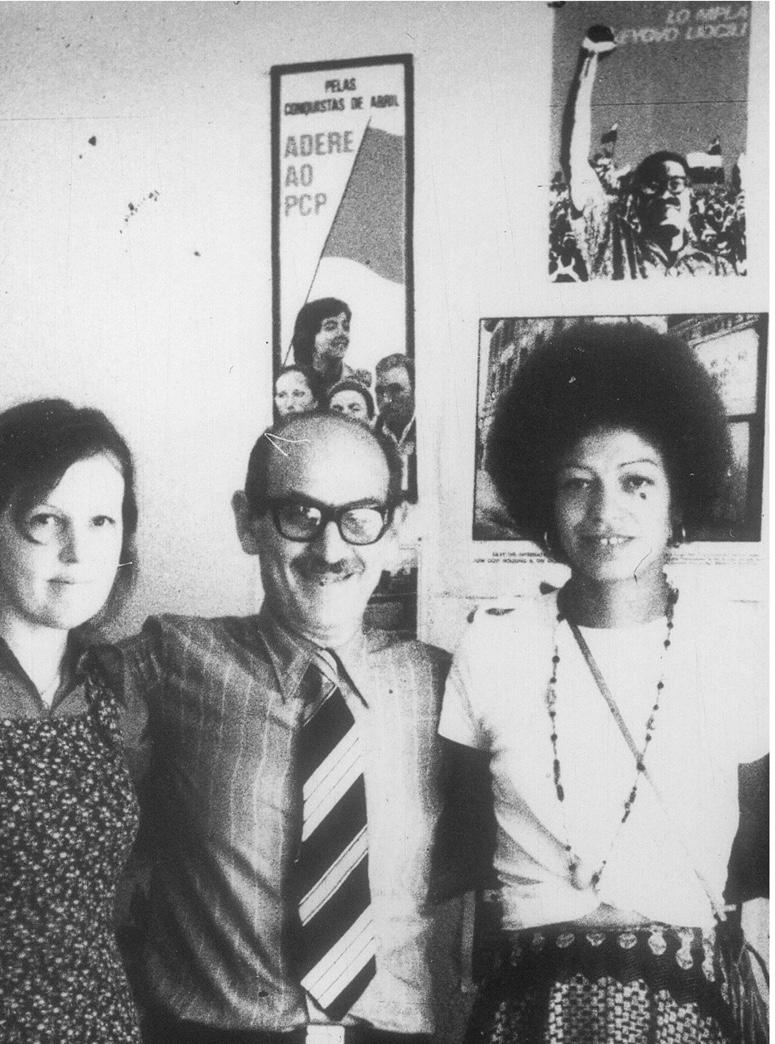
Davis en 1978 con el intelectual marxista argentino Fernando Nadra.

En 1967 Davis se unió al Comité Coordinador No Violento Estudiantil (SNCC) y tuvo cercanía con el Partido de las Panteras Negras, aunque nunca se afilió formalmente. Al año siguiente se incorporó al Partido Comunista Estadounidense. Su incorporación la realizó a través del Club Che-Lumumba, una organización de base del partido en Los Ángeles formada por militantes negros.
Davis empezó a trabajar como catedrática de Filosofía en la Universidad de California en Los Ángeles. Cuando el FBI, en 1970, informó a los jefes de Davis, el Consejo de Regentes de California, que ella era miembro del Partido Comunista Estadounidense, la despidieron.

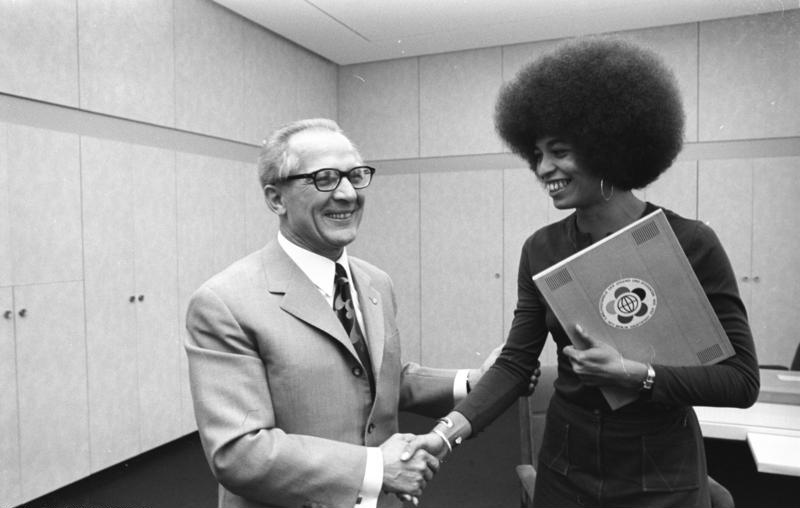
Angela Davis y Erich Honecker en Berlín, septiembre de 1972.

Davis participó en la campaña en contra del sistema de cárceles de la época. Se interesó especialmente en el caso de George Jackson y W. L. Nolen, dos afroamericanos que establecieron una sucursal de las Panteras Negras mientras estaban en la prisión Soledad en California. El 13 de enero de 1970, Nolen y otros dos prisioneros negros fueron asesinados por uno de los carceleros. Unos días después el Jurado del Condado de Monterrey determinó que el guarda había cometido un "homicidio justificable".
Cuando después un guardia fue encontrado asesinado, Jackson y otros dos prisioneros, John Cluchette y Fleeta Drumgo, fueron acusados de su muerte. Se argumentó que Jackson buscaba vengarse de la muerte de su amigo, W. L. Nolen.
El 7 de agosto de 1970, el hermano de George Jackson, Jonathan, de 17 años, irrumpió en la corte del condado Marin con una ametralladora y tras tomar como rehén al juez Harold Haley, demandó que George Jackson, John Cluchette y Fleeta Drumgo fueran liberados. Jonathan Jackson fue herido de bala y muerto cuando se alejaba de la corte en automóvil.
En los meses siguientes, Jackson publicó dos libros, Cartas desde la prisión (Letters from Prison) y Soledad Brother. El 21 de agosto de 1971, George Jackson fue ametrallado en el patio de la prisión de San Quintín. Llevaba una pistola automática de 9 mm y los oficiales dijeron que trataba de fugarse. También se afirmó que el arma había sido introducida de contrabando en la prisión por Davis.

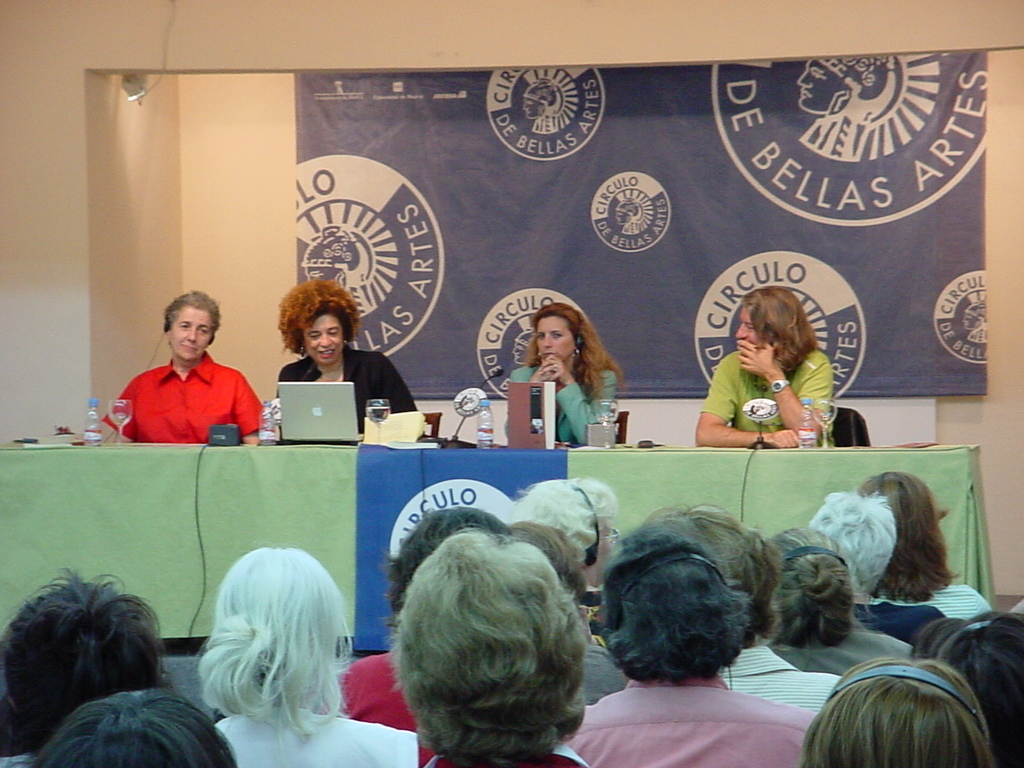
Angela Davis en el lanzamiento de su libro Mujer, raza y clase en el Círculo de Bellas Artes de Madrid, España 2005.

Davis se dio a la fuga y el FBI la nombró como una de las "criminales más buscados". Fue arrestada dos meses después en un motel neoyorquino, pero en el juicio fue absuelta de todos los cargos. Sin embargo, debido a sus actividades de militancia, el gobernador de California, Ronald Reagan, pidió que a Davis no se le iba a permitir impartir clases en ninguna de las universidades estatales.
Davis trabajó como conferenciante de estudios afroamericanos en el Colegio de Claremont, de 1975 a 1977, antes de convertirse en catedrática en Estudios de Etnia y de la Mujer en la Universidad Estatal de San Francisco. De igual manera se solidarizó con la lucha de los sandinistas en Nicaragua. En 1979, Davis visitó la Unión Soviética, donde recibió el Premio Lenin de la Paz e hizo un profesorado honorario en la Universidad Estatal de Moscú. A inicios de los años 1990, Davis regresó a la Universidad de California, dictando cursos en el campus de Santa Cruz. En 1980 y 1984, Davis se presentó a las elecciones presidenciales estadounidenses como vicepresidenta del candidato comunista Gus Hall.

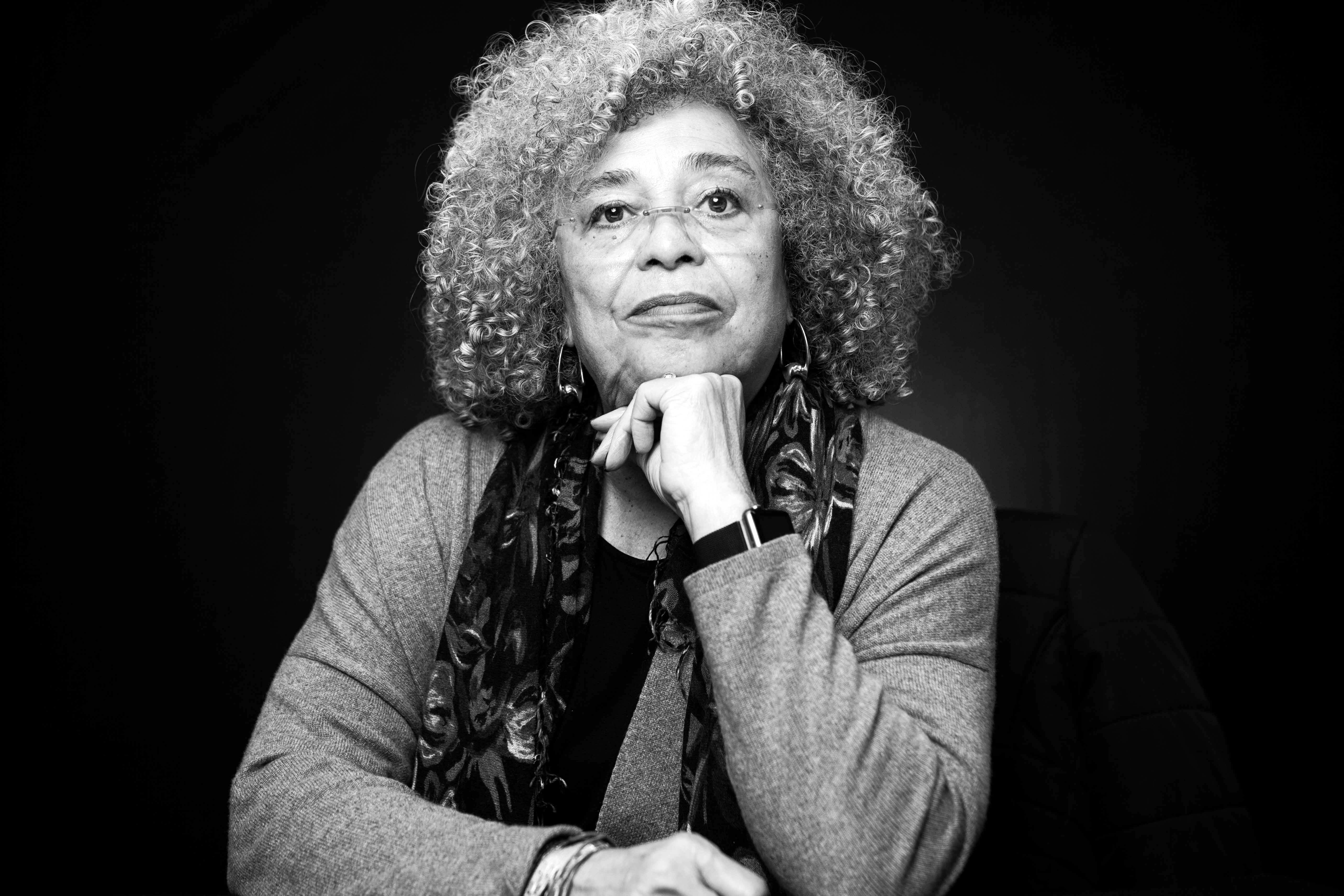
Angela Davis en la Universidad Estatal de Oregón, 2019.

En el número de febrero de 1997 de la revista gay estadounidense Out, se declaró públicamente lesbiana.
En 2006 fue galardonada con el premio Thomas Merton, en reconocimiento de su lucha por la justicia en Estados Unidos y en el mundo. En diciembre de 2014 recibió el título de doctor honoris causa de la Universidad de Nanterre, Francia.
En el siglo XXI Davis apoyó al Partido Demócrata.

## Homenajes
En 1971, Pablo Milanés compuso para ella «Canción para Angela Davis». En 1972 los Rolling Stones en su disco doble Exile on Main St le dedicaron la canción «Sweet Black Angel». El mismo año, John Lennon y Yoko Ono la apoyaron con la canción «Angela» de su álbum Some Time in New York City. En 2010 el cantante Yannick Noah también le dedicó la canción «Angela». El grupo de rap Los Chikos del Maíz mencionaron su incidente con Nixon en la canción «La estanquera de Saigón», donde hacen un homenaje a la clase obrera desde el punto de vista marxista.
El artista Shepard Fairey la representó en varias de sus obras gráficas.
En Santiago de Chile existe una población que lleva su nombre luego de una visita que Davis realizó a la Universidad Técnica del Estado (UTE) en la década de 1970 

, en la que donó dinero para la realización de las instalaciones eléctricas y de agua potable.

## Obras de Angela Davis
- If They Come in the Morning: Voices of Resistance (1971) ISBN 0-451-04999-3
- Angela Davis: An Autobiography (1974) ISBN 0-7178-0667-7
- Joan Little: The Dialectics of Rape (New York: Lang Communications, 1975)[27]
- Women, Race and Class (1981), ISBN 0-394-71351-6. Mujeres, Raza y Clase, Ediciones Akal, 2004, ISBN 84-460-2093-9
- Women, Culture and Politics (1989) ISBN 0-679-72487-7. Mujeres, cultura y política. Altamarea 2024. ISBN 978-84-19583-67-3
- Blues Legacies and Black Feminism (1999) ISBN 0-679-77126-3
- Are Prisons Obsolete? (2003) ISBN 1-58322-581-1
- Abolition Democracy: Beyond Prisons, Torture, and Empire (2005) ISBN 1-58322-695-8
- The Meaning of Freedom: And Other Difficult Dialogues (City Lights, 2012), ISBN 978-0872865808
- Freedom Is a Constant Struggle: Ferguson, Palestine, and the Foundations of a Movement, Haymarket Books (2015), ISBN 978-1-60846-564-4
- Angela Davis. Autobiografía (2016) Edː Capitán Swing ISBN 978-84-945481-0-9
- Herbert Marcuse, Philosopher of Utopia: A Graphic Biography (foreword, City Lights, 2019), ISBN  9780872867857